# 日本のアニメ映画作品一覧 (は行)
- 映画 > 映画の一覧 > 日本の映画作品一覧 > 日本のアニメ映画作品一覧 > 日本のアニメ映画作品一覧 (は行)
- アニメ > アニメーション映画 > 日本のアニメ映画作品一覧 > 日本のアニメ映画作品一覧 (は行)
- アニメ > アニメ作品一覧 > 日本のアニメ映画作品一覧 > 日本のアニメ映画作品一覧 (は行)

日本のアニメ映画作品一覧 (は行)では、日本で制作されたアニメ映画の作品名における五十音順“は行”の一覧を記載。
記載の凡例については日本のアニメ映画作品一覧#凡例を参照
| あ行 | か行 | さ行 | た行 | な行 | は行 | ま行 | や行 | ら行 | わ行 |
| ---- | ---- | ---- | ---- | ---- | ---- | ---- | ---- | ---- | ---- |
| あ   | か   | さ   | た   | な   | は   | ま   | や   | ら   | わ   |
| い   | き   | し   | ち   | に   | ひ   | み   |      | り   | ゐ   |
| う   | く   | す   | つ   | ぬ   | ふ   | む   | ゆ   | る   |      |
| え   | け   | せ   | て   | ね   | へ   | め   |      | れ   | ゑ   |
| お   | こ   | そ   | と   | の   | ほ   | も   | よ   | ろ   | を   |

| その他 目次 | アニメ+実写・未公開/合作 |

| 1910年代-1950年代 | 1910年代・1920年代・1930年代・1940年代・1950年代           |
| 1960年代          | 1960・1961・1962・1963・1964・1965・1966・1967・1968・1969 |
| 1970年代          | 1970・1971・1972・1973・1974・1975・1976・1977・1978・1979 |
| 1980年代          | 1980・1981・1982・1983・1984・1985・1986・1987・1988・1989 |
| 1990年代          | 1990・1991・1992・1993・1994・1995・1996・1997・1998・1999 |
| 2000年代          | 2000・2001・2002・2003・2004・2005・2006・2007・2008・2009 |
| 2010年代          | 2010・2011・2012・2013・2014・2015・2016・2017・2018・2019 |
| 2020年代          | 2020・2021・2022・2023・2024・2025・2026・2027・2028・2029 |

| 目次 | • 脚注• 注釈• 出典• 参考リンク |

## は
| 作品名                                                                   | 公開年月日                 | 上映時間 | 監督                                             | 制作                                         |
| ------------------------------------------------------------------------ | -------------------------- | -------- | ------------------------------------------------ | -------------------------------------------- |
| BIRTH                                                                    | 1984年（昭和59年）7月21日  | 80分     | 貞光紳也                                         | あいどる、カナメプロダクション               |
| 映画 ハートキャッチプリキュア! 花の都でファッションショー…ですか!?       | 2010年（平成22年）10月30日 | 71分     | 松本理恵                                         | 東映アニメーション                           |
| ハートの国のアリス 〜Wonderful Wonder World〜                            | 2011年（平成23年）7月30日  | 86分     | 大庭秀昭                                         | 旭プロダクション                             |
| PERFECT BLUE                                                             | 1998年（平成10年）2月28日  | 81分     | 今敏                                             | マッドハウス                                 |
| パーマン バードマンがやって来た!!                                        | 1983年（昭和58年）3月12日  | 25分     | 鈴木伸一                                         | シンエイ動画                                 |
| ハーメルンのバイオリン弾き                                               | 1996年（平成8年）4月20日   | 30分     | 今西隆志                                         | 日本アニメーション                           |
| ハーモニー                                                               | 2015年（平成27年）11月13日 | 120分    | なかむらたかし、マイケル・アリアス               | STUDIO 4℃                                    |
| biohazard DEGENERATION                                                   | 2008年（平成20年）10月18日 | 98分     | 神谷誠                                           | デジタル・フロンティア                       |
| biohazard DAMNATION                                                      | 2012年（平成24年）10月27日 | 100分    | 神谷誠                                           | デジタル・フロンティア                       |
| BIOHAZARD VENDETTA                                                       | 2017年（平成29年）5月27日  | 97分     | 辻本貴則                                         | マーザ・アニメーションプラネット             |
| 劇場版 はいからさんが通る 前編 紅緒、花の17歳                            | 2017年（平成29年）11月11日 | 97分     | 古橋一浩                                         | 日本アニメーション                           |
| 劇場版 はいからさんが通る 後編 花の東京大ロマン                          | 2018年（平成30年）10月19日 | 105分    | 城所聖明                                         | 日本アニメーション                           |
| ハイキュー!! 終わりと始まり                                              | 2015年（平成27年）7月3日   | 89分     | 満仲勧                                           | Production I.G                               |
| ハイキュー!! 勝者と敗者                                                  | 2015年（平成27年）9月18日  | 88分     | 満仲勧                                           | Production I.G                               |
| ハイキュー!! 才能とセンス                                                | 2017年（平成29年）9月15日  | 89分     | 満仲勧                                           | Production I.G                               |
| ハイキュー!! コンセプトの戦い                                            | 2017年（平成29年）9月29日  | 89分     | 満仲勧                                           | Production I.G                               |
| ばいきんまんと3ばいパンチ                                                | 1996年（平成8年）7月13日   | 30分     | 大賀俊二                                         | キョクイチ東京ムービー                       |
| ばいきんまんVSバイキンマン!?                                             | 2009年（平成21年）7月4日   | 20分     | 矢野博之                                         | トムス・エンタテインメント                   |
| ハイスクール!奇面組                                                      | 1986年（昭和61年）7月12日  | 51分     | 森脇真琴（演出）、三沢伸（演出）、福冨博（演出） | スタジオコメット                             |
| 映画 ハイ☆スピード！-Free! Starting Days-                                | 2015年（平成27年）12月5日  | 110分    | 武本康弘                                         | 京都アニメーション                           |
| 這いよれ! ニャル子さんF                                                  | 2015年（平成27年）5月30日  | 60分     | 長澤剛                                           | XEBEC                                        |
| ハウルの動く城                                                           | 2004年（平成16年）11月20日 | 119分    | 宮崎駿                                           | スタジオジブリ                               |
| 劇場版 鋼の錬金術師 シャンバラを征く者                                   | 2005年（平成17年）7月23日  | 105分    | 水島精二                                         | ボンズ                                       |
| 鋼の錬金術師 嘆きの丘の聖なる星                                          | 2011年（平成23年）7月2日   | 110分    | 村田和也                                         | ボンズ                                       |
| 薄桜鬼 雪華録 第一章 沖田総司                                            | 2011年（平成23年）8月6日   | 25分     | ヤマサキオサム                                   | スタジオディーン                             |
| 薄桜鬼 雪華録 第二章 斎藤一                                              | 2011年（平成23年）8月27日  | 23分     | ヤマサキオサム                                   | スタジオディーン                             |
| 薄桜鬼 雪華録 第三章 原田左之助                                          | 2011年（平成23年）10月1日  | 23分     | ヤマサキオサム                                   | スタジオディーン                             |
| 薄桜鬼 雪華録 第四章 藤堂平助                                            | 2011年（平成23年）10月29日 | 23分     | ヤマサキオサム                                   | スタジオディーン                             |
| 薄桜鬼 雪華録 第五章 土方歳三                                            | 2011年（平成23年）11月26日 | 23分     | ヤマサキオサム                                   | スタジオディーン                             |
| 劇場版 薄桜鬼 第一章 京都乱舞                                            | 2013年（平成25年）8月24日  | 96分     | ヤマサキオサム                                   | スタジオディーン                             |
| 劇場版 薄桜鬼 第二章 士魂蒼穹                                            | 2014年（平成26年）3月8日   | 87分     | ヤマサキオサム                                   | スタジオディーン                             |
| 白蛇伝                                                                   | 1958年（昭和33年）10月22日 | 78分     | 薮下泰司（演出）                                 | 東映動画                                     |
| 爆走兄弟レッツ&ゴー!!WGP 暴走ミニ四駆大追跡!                             | 1997年（平成9年）7月5日    | 80分     | アミノテツロー                                   | XEBEC                                        |
| Bugってハニー メガロム少女舞4622                                         | 1987年（昭和62年）7月21日  | 48分     | 永丘昭典                                         | 東京ムービー新社                             |
| 映画 映画 HUGっと!プリキュア♡ふたりはプリキュア オールスターズメモリーズ | 2018年（平成30年）10月27日 | 73分     | 宮本浩史                                         | 東映アニメーション                           |
| 爆転シュート ベイブレード THE MOVIE 激闘!!タカオVS大地                   | 2002年（平成14年）8月17日  | 70分     | 竹内啓雄（総監督）                               | 日本アニメディア                             |
| 幕末のスパシーボ                                                         | 1997年（平成9年）9月20日   | 85分     | 出﨑哲                                           | マジックバス                                 |
| 浮浪雲                                                                   | 1982年（昭和57年）4月24日  | 91分     | 真崎守                                           | 東映動画                                     |
| バケモノの子                                                             | 2015年（平成27年）7月11日  | 119分    | 細田守                                           | スタジオ地図                                 |
| はじまりの冒険者たち レジェンド・オブ・クリスタニア                      | 1995年（平成7年）7月29日   | 80分     | 仲村隆太郎                                       | トライアングルスタッフ                       |
| はじめ人間ギャートルズ                                                   | 1975年（昭和50年）3月15日  | 14分     | 岡部英二（演出）                                 | 東京ムービー                                 |
| 走れメロス                                                               | 1992年（平成4年）7月18日   | 107分    | おおすみ正秋                                     | ビジュアル80                                 |
| はしれ! わくわくアンパンマングランプリ                                   | 2010年（平成22年）7月10日  | 20分     | 川越淳                                           | トムス・エンタテインメント                   |
| はだしのゲン                                                             | 1983年（昭和58年）7月21日  | 85分     | 真崎守                                           | マッドハウス                                 |
| はだしのゲン2                                                            | 1986年（昭和61年）6月14日  | 86分     | 平田敏夫                                         | マッドハウス                                 |
| パタリロ! スターダスト計画                                               | 1983年（昭和58年）7月10日  | 48分     | 西沢信孝                                         | 東映動画                                     |
| 8月のシンフォニー -渋谷2002〜2003                                        | 2009年（平成21年）8月22日  | 118分    | 西澤昭男                                         | ワオ・コーポレーション                       |
| バツ&テリー                                                              | 1987年（昭和62年）3月14日  | 79分     | アミノテツロー                                   | 日本サンライズ                               |
| パッテンライ!! 〜南の島の水ものがたり〜                                  | 2008年（平成20年）11月15日 | 90分     | 石黒昇                                           | 虫プロダクション                             |
| ハッピー★カムカム                                                        | 2015年（平成27年）3月22日  | 25分     | 須田裕美子                                       | SynergySP                                    |
| ハッピーバースデー 命かがやく瞬間                                        | 1999年（平成11年）7月27日  | 80分     | 出﨑哲                                           | マジックバス                                 |
| 映画 はなかっぱ 花さけ!パッカ〜ん♪ 蝶の国の大冒険                        | 2013年（平成25年）4月12日  | 61分     | のなかかずみ                                     | XEBEC、OLM                                   |
| 花咲爺                                                                   | 1917年（大正6年）8月26日   | （不明） | 北山清太郎                                       | 日活向島撮影所                               |
| 漫画 花咲爺                                                              | 1928年（昭和3年）7月       | 20分     | 村田安司                                         | 横浜シネマ商会                               |
| 劇場版 花咲くいろは HOME SWEET HOME                                      | 2013年（平成25年）3月30日  | 66分     | 安藤真裕                                         | P.A.WORKS                                    |
| 花とアリス殺人事件                                                       | 2015年（平成27年）2月20日  | 100分    | 岩井俊二                                         | ロックウェルアイズ、スティーブンスティーブン |
| 花の係長                                                                 | 1981年（昭和56年）11月28日 | 59分     | 岡崎稔（演出）、石黒昇（演出）                   | 東京ムービー新社                             |
| 花の子ルンルン 花の街のヒロイン                                          | 1979年（昭和54年）7月29日  | （不明） | 設楽博（演出）                                   | 東映動画                                     |
| 花の子ルンルン こんにちわ桜の国                                          | 1980年（昭和55年）3月15日  | 15分     | 遠藤勇二（演出）                                 | 東映動画                                     |
| 花の魔法使いマリーベル フェニックスのかぎ                                | 1992年（平成4年）8月8日    | 35分     | 遠藤徹哉                                         | 葦プロダクション                             |
| 華ヤカ哉、我ガ一族 キネトグラフ 前篇                                     | 2012年（平成24年）11月10日 | 50分     | 葛谷直行                                         | Team KG                                      |
| 華ヤカ哉、我ガ一族 キネトグラフ 後篇                                     | 2013年（平成25年）2月23日  | 50分     | 葛谷直行                                         | Team KG                                      |
| 花より男子                                                               | 1997年（平成9年）3月8日    | 30分     | 山内重保                                         | 東映動画                                     |
| 塙凹内名刀之巻 【別名『なまくら刀』】                                    | 1917年（大正6年）6月30日   | 4分      | 幸内純一                                         | 小林商会                                     |
| 塙凹内かっぱまつり                                                       | 1917年（大正6年）          | （不明） | 幸内純一                                         | 小林商会                                     |
| バニパルウィット                                                         | 1996年（平成8年）8月       | 77分     | なかむらたかし                                   | トライアングルスタッフ                       |
| Pa-Pa-Pa ザ★ムービー パーマン                                            | 2003年（平成15年）3月8日   | 32分     | 渡辺歩                                           | シンエイ動画                                 |
| Pa-Pa-Pa ザ★ムービー パーマン タコDEポン!アシHAポン!                     | 2004年（平成16年）3月6日   | 33分     | 渡辺歩                                           | シンエイ動画                                 |
| パパママバイバイ                                                         | 1984年（昭和59年）7月8日   | 75分     | 設楽博                                           | 東映動画                                     |
| 母をたずねて三千里                                                       | 1976年（昭和51年）7月18日  | 25分     | 高畑勲（演出）                                   | 日本アニメーション                           |
| 母をたずねて三千里                                                       | 1980年（昭和55年）7月19日  | 107分    | 高畑勲（演出）                                   | 日本アニメーション                           |
| 映画 ハピネスチャージプリキュア! 人形の国のバレリーナ                    | 2014年（平成26年）10月11日 | 71分     | 今千秋                                           | 東映アニメーション                           |
| バビル2世                                                                | 1973年（昭和48年）3月17日  | 25分     | 田宮武（演出）                                   | 東映動画                                     |
| バビル2世 赤ちゃんは超能力者                                             | 1973年（昭和48年）7月18日  | 24分     | 田宮武（演出）                                   | 東映動画                                     |
| Happening Star                                                           | 2012年（平成24年）7月21日  | 48分     | 松本知博                                         |                                              |
| Paprika                                                                  | 2006年（平成18年）11月25日 | 90分     | 今敏                                             | マッドハウス                                 |
| はむこ参る!                                                              | 1996年（平成8年）6月29日   | 20分     | やすみ哲夫                                       | マルチボックス                               |
| 劇場版 ハヤテのごとく! HEAVEN IS A PLACE ON EARTH                        | 2011年（平成23年）8月27日  | 59分     | 小森秀人                                         | マングローブ                                 |
| バリバリ伝説                                                             | 1987年（昭和62年）8月1日   | 85分     | 上村修（演出）、池上誉優（演出）                 | スタジオぴえろ                               |
| ハル                                                                     | 2013年（平成25年）6月8日   | 50分     | 牧原亮太郎                                       | WIT STUDIO                                   |
| 劇場版 遙かなる時空の中で 舞一夜                                         | 2006年（平成18年）8月19日  | 104分    | 篠原俊哉                                         | ゆめ太カンパニー                             |
| 春空と秋空                                                               | 2020年（令和2年）12月14日  | 22分     | 村松大翔思                                       |                                              |
| パルムの樹                                                               | 2002年（平成14年）3月16日  | 136分    | なかむらたかし                                   | パルムスタジオ                               |
| はれときどきぶた                                                         | 1988年（昭和63年）8月23日  | 74分     | 平田敏夫                                         | オープロダクション                           |
| ハローキティのシンデレラ                                                 | 1989年（平成元年）7月22日  | 30分     | 波多正美（総監督）                               | サンリオ                                     |
| ハローキティのおやゆびひめ                                               | 1990年（平成2年）7月21日   | 40分     | 波多正美（総監督）                               | サンリオ                                     |
| ハローキティ 魔法の森のお姫さま                                          | 1991年（平成3年）7月20日   | 30分     | 波多正美（総監督）                               | サンリオ                                     |
| パロルのみらい島                                                         | 2014年（平成26年）3月1日   | 25分     | 今井一暁                                         | シンエイ動画                                 |
| 劇場版 HUNTER×HUNTER 緋色の幻影                                          | 2013年（平成25年）1月12日  | 97分     | 佐藤雄三                                         | マッドハウス                                 |
| 劇場版 HUNTER×HUNTER -The LAST MISSION-                                  | 2013年（平成25年）12月27日 | 98分     | 川口敬一郎                                       | マッドハウス                                 |
| パンダコパンダ                                                           | 1972年（昭和47年）12月17日 | 33分     | 高畑勲（演出）                                   | 東京ムービー                                 |
| パンダコパンダ 雨ふりサーカスの巻                                        | 1973年（昭和48年）3月17日  | 38分     | 高畑勲（演出）                                   | 東京ムービー                                 |
| パンダの大冒険                                                           | 1973年（昭和48年）3月17日  | 50分     | 芹川有吾（演出）                                 | 東映動画                                     |
| 万能野菜 ニンニンマン                                                    | 2011年（平成23年）3月5日   | 25分     | 吉原正行                                         | P.A.WORKS                                    |
| VAMPIRE HUNTER D                                                         | 1985年（昭和60年）12月21日 | 80分     | 芦田豊雄                                         | 葦プロダクション                             |
| VAMPIRE HUNTER D                                                         | 2001年（平成13年）4月21日  | 102分    | 川尻善昭                                         | マッドハウス                                 |
| えいが パンパカパンツ バナナン王国の秘宝                                 | 2014年（平成26年）5月10日  | 63分     | べんぴねこ                                       | DLE                                          |
| ←の                                                                      | ↑目次                      | ひ→      | ひ→                                              | ひ→                                          |

## ひ
| 作品名                                                                            | 公開年月日                 | 上映時間 | 監督               | 制作                 |
| --------------------------------------------------------------------------------- | -------------------------- | -------- | ------------------ | -------------------- |
| Pia♥キャロットへようこそ!! 劇場版 〜さやかの恋物語〜                              | 2002年（平成14年）10月19日 | 50分     | ムトウユージ       | アイムーヴ           |
| 陽あたり良好! KA・SU・MI 夢の中に君がいた                                         | 1988年（昭和63年）10月1日  | 67分     | 小熊公晴           | グループ・タック     |
| ピアノの森                                                                        | 2007年（平成19年）7月21日  | 101分    | 小島正幸           | マッドハウス         |
| PEACE MAKER 鐵 想道                                                               | 2018年（平成30年）6月2日   | 58分     | 竹内浩志           | WHITE FOX            |
| PEACE MAKER 鐵 友命                                                               | 2018年（平成30年）11月17日 | 57分     | きみやしげる       | WHITE FOX            |
| 東のエデン Air Communication                                                      | 2009年（平成21年）9月26日  | 123分    | 神山健治           | Production I.G       |
| 東のエデン 劇場版I The King of Eden                                               | 2009年（平成21年）11月28日 | 82分     | 神山健治           | Production I.G       |
| 東のエデン 劇場版II Paradise Lost                                                 | 2010年（平成22年）3月13日  | 92分     | 神山健治           | Production I.G       |
| ピカチュウのなつやすみ                                                            | 1998年（平成10年）7月18日  | 75分     | 湯山邦彦           | OLM                  |
| ピカチュウたんけんたい                                                            | 1999年（平成11年）7月17日  | 24分     | 湯山邦彦           | OLM                  |
| ピカチュウのドキドキかくれんぼ                                                    | 2001年（平成13年）7月7日   | 23分     | 湯山邦彦           | OLM                  |
| ピカチュウとイーブイ☆フレンズ                                                     | 2013年（平成25年）7月13日  | 9分      | 湯山邦彦           | OLM                  |
| ピカチュウ、これなんのカギ?                                                       | 2014年（平成26年）7月19日  | 22分     | 湯山邦彦           | OLM                  |
| ピカチュウとポケモンおんがくたい                                                  | 2015年（平成27年）7月18日  | 15分     | 湯山邦彦           | OLM                  |
| ピカ☆ピカ星空キャンプ                                                             | 2002年（平成14年）7月13日  | 23分     | 湯山邦彦           | OLM                  |
| 劇場版 美少女戦士セーラームーンR                                                  | 1993年（平成5年）12月5日   | 60分     | 幾原邦彦           | 東映動画             |
| 劇場版 美少女戦士セーラームーンS                                                  | 1994年（平成6年）12月4日   | 60分     | 芝田浩樹           | 東映動画             |
| 美少女戦士セーラームーンSuperS セーラー9戦士集結!ブラック・ドリーム・ホールの奇跡 | 1995年（平成7年）12月23日  | 60分     | 芝田浩樹           | 東映動画             |
| ピチューとピカチュウ                                                              | 2000年（平成12年）7月8日   | 24分     | 湯山邦彦           | OLM                  |
| ビックリマン 第一次聖魔大戦                                                       | 1988年（昭和63年）3月12日  | 30分     | 角銅博之           | 東映動画             |
| ビックリマン 無縁ゾーンの秘宝                                                     | 1988年（昭和63年）7月9日   | 45分     | 佐藤順一           | 東映動画             |
| 人のくらしの百万年 マニ・マニ・マーチ                                             | 1968年（昭和43年）12月19日 | 18分     | 藪下泰司（演出）   | 東映動画             |
| ひとりぼっち                                                                      | 1969年（昭和44年）3月18日  | 25分     | 高見義雄（演出）   | 東映動画             |
| 陽なたのアオシグレ                                                                | 2013年（平成25年）10月13日 | 18分     | 石田祐康           | スタジオコロリド     |
| 火の鳥2772 愛のコスモゾーン                                                       | 1980年（昭和55年）3月15日  | 122分    | 手塚治虫（総監督） | 手塚プロダクション   |
| 火の鳥 鳳凰編                                                                     | 1986年（昭和61年）12月20日 | 60分     | りんたろう         | マッドハウス         |
| 劇場版 響け!ユーフォニアム〜北宇治高校吹奏楽部へようこそ〜                        | 2016年（平成28年）4月23日  | 103分    | 石原立也           | 京都アニメーション   |
| 劇場版 響け!ユーフォニアム〜届けたいメロディ〜                                    | 2017年（平成29年）9月30日  | 105分    | 石原立也（総監督） | 京都アニメーション   |
| 劇場版 響け!ユーフォニアム〜誓いのフィナーレ〜                                    | 2019年（平成31年）4月19日  | 100分    | 石原立也           | 京都アニメーション   |
| 特別編 響け!ユーフォニアム〜アンサンブルコンテスト〜                              | 2023年（令和5年）8月4日    | 57分     | 石原立也           | 京都アニメーション   |
| PiPi とべないホタル                                                               | 1996年（平成8年）3月23日   | 90分     | 中田新一           | 虫プロダクション     |
| 秘密結社鷹の爪 THE MOVIE 〜総統は二度死ぬ〜                                       | 2007年（平成19年）3月17日  | 70分     | FROGMAN            | DLE                  |
| 秘密結社鷹の爪 THE MOVIE II 〜私を愛した黒烏龍茶〜                                | 2008年（平成20年）5月24日  | 98分     | FROGMAN            | DLE                  |
| 秘密結社鷹の爪 THE MOVIE3 〜http://鷹の爪.jpは永遠に〜                            | 2010年（平成22年）1月16日  | 99分     | FROGMAN            | DLE                  |
| ひみつのアッコちゃん                                                              | 1969年（昭和44年）3月18日  | 24分     | 高見義雄（演出）   | 東映動画             |
| ひみつのアッコちゃん わたしのパパはどこ?                                          | 1969年（昭和44年）7月20日  | 24分     | 池田宏（演出）     | 東映動画             |
| ひみつのアッコちゃん ばんざいペットくん                                           | 1970年（昭和45年）3月17日  | 24分     | 山本寛巳（演出）   | 東映動画             |
| ひみつのアッコちゃん 涙の回転レシーブ                                             | 1970年（昭和45年）7月19日  | 24分     | 山本寛巳（演出）   | 東映動画             |
| ひみつのアッコちゃん                                                              | 1973年（昭和48年）3月17日  | 25分     | 勝間田具治（演出） | 東映動画             |
| ひみつのアッコちゃん                                                              | 1989年（平成元年）3月18日  | 25分     | 芝田浩樹（演出）   | 東映動画             |
| ひみつのアッコちゃん 海だ! おばけだ!! 夏まつり                                    | 1989年（平成元年）7月15日  | 25分     | 久岡敬史（演出）   | 東映動画             |
| ヒヤ・ヒヤ・ヒヤリコとばぶ・ばぶ・ばいきんまん                                    | 2008年（平成20年）7月12日  | 20分     | 矢野博之           | 東京ムービー         |
| ピューと吹く!ジャガー いま、吹きにゆきます                                        | 2009年（平成21年）1月10日  | 78分     | FROGMAN            |                      |
| 秒速5センチメートル                                                               | 2007年（平成19年）3月3日   | 60分     | 新海誠             | コミックス・ウェーブ |
| ひょうたんすずめ                                                                  | 1959年（昭和34年）2月10日  | 55分     | 横山隆一           | おとぎプロダクション |
| ひよ恋                                                                            | 2010年（平成22年）7月30日  | （不明） |                    | Production I.G       |
| 劇場版 ひらがな男子 序                                                            | 2018年（平成30年）5月11日  | 55分     | 水島精二           | ディレクションズ     |
| ひるね姫 〜知らないワタシの物語〜                                                 | 2017年（平成29年）3月18日  | 110分    | 神山健治           | シグナル・エムディ   |
| Pink みずドロボウあめドロボウ                                                     | 1990年（平成2年）7月7日    | 30分     | 芦田豊雄           | 東映動画             |
| ←は                                                                               | ↑目次                      | ふ→      | ふ→                | ふ→                  |

## ふ
| 作品名                                                                      | 公開年月日                 | 上映時間 | 監督                                 | 制作                                 |
| --------------------------------------------------------------------------- | -------------------------- | -------- | ------------------------------------ | ------------------------------------ |
| 火聖旅団 ダナサイト999.9                                                    | 1998年（平成10年）         | 60分     | 小島正幸                             | マッドハウス                         |
| The Five Star Stories                                                       | 1989年（平成元年）3月11日  | 65分     | やまざきかずお                       | サンライズ                           |
| 映画 ふうせんいぬティニー なんだかふしぎなきょうりゅうのくに!               | 2017年（平成29年）8月25日  | 49分     | 稲葉大樹                             | クラフター                           |
| 劇場版 FAIRY TAIL 鳳凰の巫女                                                | 2012年（平成24年）8月18日  | 86分     | 藤森雅也                             | A-1 Pictures                         |
| 劇場版 FAIRY TAIL DRAGON CRY                                                | 2017年（平成29年）5月6日   | 85分     | 南川達馬                             | A-1 Pictures                         |
| 劇場版 Fate/stay night UNLIMITED BLADE WORKS                                | 2010年（平成22年）1月23日  | 90分     | 山口祐司                             | スタジオディーン                     |
| Fate ゼロカフェ 〜Fate/Zero Cafeに集う英霊達〜                              | 2013年（平成25年）7月13日  | 10分     | 近藤光（総監督）                     | ufotable                             |
| 劇場版 Fate/kaleid liner プリズマ☆イリヤ 雪下の誓い                         | 2017年（平成29年）8月26日  | 90分     | 大沼心                               | SILVER LINK.                         |
| 劇場版 Fate/stay night Heaven's Feel I. presage flower                      | 2017年（平成29年）10月14日 | 120分    | 須藤友徳                             | ufotable                             |
| 劇場版 Fate/stay night Heaven's Feel II. lost butterfly                     | 2019年（平成31年）1月12日  | 117分    | 須藤友徳                             | ufotable                             |
| FW:HAMATORA                                                                 | 2015年（平成27年）11月14日 | 70分     | 岸誠二（シリーズ総監督）             | NAZ Inc.、Lerche                     |
| ぷかぷかジュジュ                                                            | 2012年（平成24年）3月24日  | 25分     | 川又浩                               | アンサー・スタジオ                   |
| ふくすけ                                                                    | 1957年（昭和32年）10月29日 | 18分     | 横山隆一                             | おとぎプロダクション                 |
| フクチャンの潜水艦                                                          | 1944年（昭和19年）11月9日  | （不明） | 関屋五十二（演出）、横山隆一（演出） | 朝日映画社                           |
| ふしぎの海のナディア                                                        | 1991年（平成3年）6月29日   | 85分     | 青野昌                               | グループ・タック                     |
| 伏 鉄砲娘の捕物帳                                                           | 2012年（平成24年）10月20日 | 110分    | 宮地昌幸                             | トムス・エンタテインメント           |
| BUTA                                                                        | 2012年（平成24年）3月24日  | 25分     | 友永和秀                             | テレコム・アニメーションフィルム     |
| 映画 ふたりはプリキュア Max Heart                                           | 2005年（平成17年）4月16日  | 70分     | 志水淳児                             | 東映アニメーション                   |
| 映画 ふたりはプリキュア Max Heart 2 雪空のともだち                          | 2005年（平成17年）12月10日 | 71分     | 志水淳児                             | 東映アニメーション                   |
| 映画 ふたりはプリキュア Splash☆Star チクタク危機一髪!                       | 2006年（平成18年）12月9日  | 50分     | 志水淳児                             | 東映アニメーション                   |
| Petit☆ドリームスターズ! レッツ・ラ・クッキン?ショータイム!                  | 2017年（平成29年）10月28日 | 5分      | 宮原直樹                             | 東映アニメーション                   |
| BUDDHA2 手塚治虫のブッダ -終わりなき旅-                                     | 2014年（平成26年）2月8日   | 85分     | 小村敏明                             | 東映アニメーション                   |
| 仏陀再誕                                                                    | 2009年（平成21年）10月17日 | 114分    | 石山タカ明                           | グループ・タック                     |
| FUTURE WAR 198X年                                                           | 1982年（昭和57年）10月30日 | 125分    | 舛田利雄、勝間田具治                 | 東映動画                             |
| ブラック・ジャック 劇場版                                                   | 1996年（平成8年）11月30日  | 93分     | 出崎統                               | 手塚プロダクション                   |
| ブラック・ジャック ふたりの黒い医者                                         | 2005年（平成17年）12月17日 | 93分     | 手塚眞                               | 手塚プロダクション                   |
| BLOOD THE LAST VAMPIRE                                                      | 2000年（平成12年）11月18日 | 48分     | 北久保弘之                           | I.G PLUS                             |
| 劇場版 BLOOD-C The Last Dark                                                | 2012年（平成24年）6月2日   | 110分    | 塩谷直義                             | Production I.G                       |
| Planetarian 〜星の人〜                                                      | 2016年（平成28年）9月3日   | 117分    | 津田尚克                             | david production                     |
| BLAME!                                                                      | 2017年（平成29年）5月20日  | 105分    | 瀬下寛之                             | ポリゴン・ピクチュアズ               |
| プランゼット                                                                | 2010年（平成22年）5月22日  | 53分     | 栗津順                               | コミックス・ウェーブ・フィルム       |
| 劇場版 Free! -Timeless Medley- 絆                                           | 2017年（平成29年）4月22日  | 94分     | 河浪栄作                             | 京都アニメーション、アニメーションDo |
| 劇場版 Free! -Timeless Medley- 約束                                         | 2017年（平成29年）7月1日   | 99分     | 河浪栄作                             | 京都アニメーション、アニメーションDo |
| 特別版 Free! -Take Your Marks-                                              | 2017年（平成29年）10月28日 | 105分    | 河浪栄作                             | 京都アニメーション、アニメーションDo |
| 劇場版 BLEACH MEMORIES OF NOBODY                                            | 2006年（平成18年）12月16日 | 93分     | 阿部記之                             | studioぴえろ                         |
| 劇場版 BLEACH The DiamondDust Rebellion もう一つの氷輪丸                    | 2007年（平成19年）12月22日 | 92分     | 阿部記之                             | studioぴえろ                         |
| 劇場版 BLEACH Fade to Black 君の名を呼ぶ                                    | 2008年（平成20年）12月13日 | 94分     | 阿部記之                             | studioぴえろ                         |
| 劇場版 BLEACH 地獄篇                                                        | 2010年（平成22年）12月4日  | 94分     | 阿部記之                             | studioぴえろ                         |
| 映画 プリキュアオールスターズDX みんなともだちっ☆奇跡の全員大集合!          | 2009年（平成21年）3月20日  | 70分     | 大塚隆史                             | 東映アニメーション                   |
| 映画 プリキュアオールスターズDX2 希望の光☆レインボージュエルを守れ!         | 2010年（平成22年）3月20日  | 72分     | 大塚隆史                             | 東映アニメーション                   |
| 映画 プリキュアオールスターズDX3 未来にとどけ! 世界をつなぐ☆虹色の花        | 2011年（平成23年）3月19日  | 73分     | 大塚隆史                             | 東映アニメーション                   |
| 映画 プリキュアオールスターズNewStage みらいのともだち                      | 2012年（平成24年）3月17日  | 72分     | 志水淳児                             | 東映アニメーション                   |
| 映画 プリキュアオールスターズNewStage2 こころのともだち                     | 2013年（平成25年）3月16日  | 71分     | 小川孝治                             | 東映アニメーション                   |
| 映画 プリキュアオールスターズNewStage3 永遠のともだち                       | 2014年（平成26年）3月15日  | 71分     | 小川孝治                             | 東映アニメーション                   |
| 映画 プリキュアオールスターズ 春のカーニバル♪                               | 2015年（平成27年）3月14日  | 74分     | 志水淳児                             | 東映アニメーション                   |
| 映画 プリキュアオールスターズ みんなで歌う♪奇跡の魔法!                      | 2016年（平成28年）3月19日  | 70分     | 土田豊                               | 東映アニメーション                   |
| 映画 プリキュアドリームスターズ!                                            | 2017年（平成29年）3月18日  | 70分     | 宮本浩史                             | 東映アニメーション                   |
| 映画 プリキュアスーパースターズ!                                            | 2018年（平成30年）3月17日  | 70分     | 池田洋子                             | 東映アニメーション                   |
| 劇場版 フリクリ オルタナ                                                    | 2018年（平成30年）9月7日   | 135分    | 本広克行（総監督）                   | Production I.G、NUT、REVOROOT        |
| 劇場版 フリクリ プログレ                                                    | 2018年（平成30年）9月28日  | 136分    | 本広克行（総監督）                   | Production I.G、NUT、REVOROOT        |
| 劇場版 プリティーリズム・オールスターセレクション プリズムショー☆ベストテン | 2014年（平成26年）3月8日   | 49分     | 菱田正和（総監督）                   | タツノコプロ、10GAUGE                |
| フリテンくん                                                                | 1981年（昭和56年）4月11日  | 75分     | 杉山卓                               | ナック                               |
| 劇場版 プリパラ み〜んなあつまれ！プリズム☆ツアーズ                         | 2015年（平成27年）3月7日   | 56分     | 菱田正和                             | タツノコプロ                         |
| 映画 プリパラ み〜んなのあこがれ♪レッツゴー☆プリパリ                        | 2016年（平成28年）3月12日  | 60分     | 森脇真琴                             | タツノコプロ                         |
| 劇場版 プリパラ み〜んなでかがやけ!キラリン☆スターライブ!                   | 2017年（平成29年）3月4日   | 57分     | 森脇真琴（総監督）                   | タツノコプロ                         |
| 劇場版 プリパラ&キラッとプリ☆チャン きらきらメモリアルライブ                | 2018年（平成30年）5月5日   | 60分     | 依田伸隆                             | 10GAUGE                              |
| 古寺のおばけ騒動                                                            | 1936年（昭和11年）         | 5分      | 鈴木宏昌                             | 日本マンガフィルム研究所             |
| FULL METAL PANIC! 1st SECTION ボーイ・ミーツ・ガール                        | 2017年（平成29年）11月25日 | 118分    | 千明孝一                             | GONZO                                |
| FULL METAL PANIC! 2nd SECTION ワン・ナイト・スタンド                        | 2018年（平成30年）1月13日  | 84分     | 千明孝一                             | GONZO                                |
| FULL METAL PANIC! 3rd SECTION イントゥ・ザ・ブルー                          | 2018年（平成30年）1月20日  | 120分    | 千明孝一                             | GONZO                                |
| 劇場版 ブレイク ブレイド 第一章 覚醒ノ刻                                    | 2010年（平成22年）5月29日  | 50分     | アミノテツロ（総監督）               | Production I.G、XEBEC                |
| 劇場版 ブレイク ブレイド 第二章 訣別ノ路                                    | 2010年（平成22年）6月26日  | 50分     | アミノテツロ（総監督）               | Production I.G、XEBEC                |
| 劇場版 ブレイク ブレイド 第三章 凶刃ノ痕                                    | 2010年（平成22年）9月25日  | 50分     | アミノテツロ（総監督）               | Production I.G、XEBEC                |
| 劇場版 ブレイク ブレイド 第四章 惨禍ノ地                                    | 2010年（平成22年）10月30日 | 50分     | アミノテツロ（総監督）               | Production I.G、XEBEC                |
| 劇場版 ブレイク ブレイド 第五章 死線ノ涯                                    | 2011年（平成23年）1月22日  | 50分     | アミノテツロ（総監督）               | Production I.G、XEBEC                |
| 劇場版 ブレイク ブレイド 第六章 慟哭ノ砦                                    | 2011年（平成23年）3月26日  | 50分     | アミノテツロ（総監督）               | Production I.G、XEBEC                |
| ブレイブウィッチーズ ペテルブルグ大戦略                                     | 2017年（平成29年）5月13日  | 30分     | 高村和宏                             | SILVER LINK.                         |
| ブレイブ ストーリー                                                         | 2006年（平成18年）7月8日   | 111分    | 千明孝一                             | GONZO                                |
| 映画 フレッシュプリキュア! おもちゃの国は秘密がいっぱい!?                   | 2009年（平成21年）10月31日 | 70分     | 志水淳児                             | 東映アニメーション                   |
| friends もののけ島のナキ                                                    | 2011年（平成23年）12月17日 | 87分     | 八木竜一、山崎貴                     | 白組                                 |
| プロゴルファー猿 スーパーGOLFワールドへの挑戦!                              | 1986年（昭和61年）3月15日  | 44分     | 西村純二                             | シンエイ動画                         |
| プロゴルファー猿 甲賀秘境! 影の忍法ゴルファー参上!                          | 1987年（昭和62年）3月14日  | 40分     | 西村純二                             | シンエイ動画                         |
| プロジェクトA子                                                             | 1986年（昭和61年）6月21日  | 83分     | 西島克彦                             | A.P.P.P.                             |
| プロジェクトA子 完結篇                                                      | 1989年（平成元年）10月7日  | 60分     | もりやまゆうじ                       | スタジオ・ファンタジア               |
| 劇場版 “文学少女”                                                           | 2010年（平成22年）5月1日   | 103分    | 多田俊介                             | Production I.G                       |
| 文豪ストレイドッグス DEAD APPLE                                             | 2018年（平成30年）3月3日   | 90分     | 五十嵐卓哉                           | ボンズ                               |
| ←ひ                                                                         | ↑目次                      | へ→      | へ→                                  | へ→                                  |

## へ
| 作品名                                           | 公開年月日                 | 上映時間 | 監督                 | 制作                         |
| ------------------------------------------------ | -------------------------- | -------- | -------------------- | ---------------------------- |
| 平成イヌ物語 バウ                                | 1994年（平成6年）8月20日   | 22分     | 加賀剛               | 日本アニメーション           |
| 平成狸合戦ぽんぽこ                               | 1994年（平成6年）7月16日   | 119分    | 高畑勲               | スタジオジブリ               |
| ベクシル 2077日本鎖国                            | 2007年（平成19年）8月18日  | 109分    | 曽利文彦             | OXYBOT                       |
| BAYONETTA BLOODY FATE                            | 2013年（平成25年）11月23日 | 89分     | 木﨑文智             | GONZO                        |
| ペリーヌ物語                                     | 1990年（平成2年）6月30日   | 110分    | 岡安肇               | 日本アニメーション           |
| ベルサイユのばら 生命あるかぎり愛して            | 1990年（平成2年）5月19日   | 90分     | こだま兼嗣、竹内啓雄 | 東京ムービー新社             |
| HELLS ANGELS                                     | 2008年（平成20年）10月18日 | 117分    | 山川吉樹             | マッドハウス                 |
| ベルセルク 黄金時代篇 I 覇王の卵                 | 2012年（平成24年）2月4日   | 80分     | 窪岡俊之             | STUDIO 4℃                    |
| ベルセルク 黄金時代篇 II ドルドレイ攻略          | 2012年（平成24年）6月23日  | 96分     | 窪岡俊之             | STUDIO 4℃                    |
| ベルセルク 黄金時代篇 III 降臨                   | 2013年（平成25年）2月1日   | 107分    | 窪岡俊之             | STUDIO 4℃                    |
| PERSONA4 the Animation -the Factor of Hope-      | 2012年（平成24年）6月9日   | 90分     | 岸誠二               | AIC ASTA                     |
| PERSONA3 THE MOVIE #1 Spring of Birth            | 2013年（平成25年）11月23日 | 91分     | 秋田谷典昭           | AIC ASTA                     |
| PERSONA3 THE MOVIE #2 Midsummer Knight's Dream   | 2014年（平成26年）6月7日   | 93分     | 田口智久             | A-1 Pictures                 |
| PERSONA3 THE MOVIE #3 Falling Down               | 2015年（平成27年）4月4日   | 87分     | 元永慶太郎           | A-1 Pictures                 |
| PERSONA3 THE MOVIE #4 Winter of Rebirth          | 2016年（平成28年）1月23日  | 105分    | 田口智久             | A-1 Pictures                 |
| ヘルメス—愛は風の如く                            | 1997年（平成9年）4月12日   | 114分    | 今沢哲男             | スタジオジュニオ、アーツプロ |
| ペンギンズ・メモリー 幸福物語                    | 1985年（昭和60年）6月22日  | 101分    | 木村俊士             | アニメーションスタッフルーム |
| 劇場版 ペンギンの問題 幸せの青い鳥でごペンなさい | 2009年（平成21年）9月19日  | 24分     | 神谷純               |                              |
| ペンギン・ハイウェイ                             | 2018年（平成30年）8月17日  | 119分    | 石田祐康             | スタジオコロリド             |
| ←ふ                                              | ↑目次                      | ほ→      | ほ→                  | ほ→                          |

## ほ
| 作品名                                                                                       | 公開年月日                 | 上映時間 | 監督                         | 制作                             |
| -------------------------------------------------------------------------------------------- | -------------------------- | -------- | ---------------------------- | -------------------------------- |
| 放課後ミッドナイターズ                                                                       | 2012年（平成24年）8月25日  | 95分     | 竹清仁                       | KOO-KI、モンブラン・ピクチャーズ |
| 冒険者たち ガンバと7匹のなかま                                                               | 1984年（昭和59年）3月4日   | 93分     | 出崎統                       | 東京ムービー新社                 |
| ほえろブンブン                                                                               | 1987年（昭和62年）4月      | 65分     | 平田敏夫                     | マッドハウス                     |
| ポータブル空港                                                                               | 2004年（平成16年）5月29日  | （不明） | 百瀬ヨシユキ                 | スタジオカジノ                   |
| ホーホケキョ となりの山田くん                                                                | 1999年（平成11年）7月17日  | 104分    | 高畑勲                       | スタジオジブリ                   |
| 北斗の拳                                                                                     | 1986年（昭和61年）3月8日   | 110分    | 芦田豊雄                     | 東映動画                         |
| ぼくの生まれた日                                                                             | 2002年（平成14年）3月9日   | 26分     | 渡辺歩                       | シンエイ動画                     |
| 僕のヒーローアカデミア THE MOVIE -2人の英雄-                                                 | 2018年（平成30年）8月3日   | 95分     | 長崎健司                     | ボンズ                           |
| ぼくらはヒーロー                                                                             | 1997年（平成9年）7月26日   | 25分     | 阿部司                       | 東京ムービー                     |
| 劇場版 ポケットモンスター ミュウツーの逆襲                                                   | 1998年（平成10年）7月18日  | 75分     | 湯山邦彦                     | OLM                              |
| 劇場版 ポケットモンスター 幻のポケモン ルギア爆誕                                            | 1999年（平成11年）7月17日  | 81分     | 湯山邦彦                     | OLM                              |
| 劇場版 ポケットモンスター 結晶塔の帝王 ENTEI                                                 | 2000年（平成12年）7月8日   | 74分     | 湯山邦彦                     | OLM                              |
| 劇場版 ポケットモンスター セレビィ 時を超えた遭遇                                            | 2001年（平成13年）7月7日   | 75分     | 湯山邦彦                     | OLM                              |
| 劇場版 ポケットモンスター 水の都の護神 ラティアスとラティオス                                | 2002年（平成14年）7月13日  | 72分     | 湯山邦彦                     | OLM                              |
| 劇場版 ポケットモンスター アドバンスジェネレーション 七夜の願い星 ジラーチ                   | 2003年（平成15年）7月19日  | 81分     | 湯山邦彦                     | OLM                              |
| 劇場版 ポケットモンスター アドバンスジェネレーション 裂空の訪問者 デオキシス                 | 2004年（平成16年）7月17日  | 101分    | 湯山邦彦                     | OLM                              |
| 劇場版 ポケットモンスター アドバンスジェネレーション ミュウと波導の勇者 ルカリオ             | 2005年（平成17年）7月16日  | 102分    | 湯山邦彦                     | OLM                              |
| 劇場版 ポケットモンスター アドバンスジェネレーション ポケモンレンジャーと蒼海の王子 マナフィ | 2006年（平成18年）7月15日  | 108分    | 湯山邦彦                     | OLM                              |
| 劇場版 ポケットモンスター ダイヤモンド&パール ディアルガVSパルキアVSダークライ               | 2007年（平成19年）7月14日  | 95分     | 湯山邦彦                     | OLM                              |
| 劇場版 ポケットモンスター ダイヤモンド&パール ギラティナと氷空の花束 シェイミ                | 2008年（平成20年）7月19日  | 96分     | 湯山邦彦                     | OLM                              |
| 劇場版 ポケットモンスター ダイヤモンド&パール アルセウス 超克の時空へ                        | 2009年（平成21年）7月18日  | 97分     | 湯山邦彦                     | OLM                              |
| 劇場版 ポケットモンスター ダイヤモンド&パール 幻影の覇者 ゾロアーク                          | 2010年（平成22年）7月10日  | 98分     | 湯山邦彦                     | OLM                              |
| 劇場版 ポケットモンスター ベストウイッシュ ビクティニと黒き英雄 ゼクロム                     | 2011年（平成23年）7月16日  | 97分     | 湯山邦彦                     | OLM                              |
| 劇場版 ポケットモンスター ベストウイッシュ ビクティニと白き英雄 レシラム                     | 2011年（平成23年）7月16日  | 98分     | 湯山邦彦                     | OLM                              |
| 劇場版 ポケットモンスター ベストウイッシュ キュレムVS聖剣士 ケルディオ                       | 2012年（平成24年）7月14日  | 72分     | 湯山邦彦                     | OLM                              |
| 劇場版 ポケットモンスター ベストウイッシュ 神速のゲノセクト ミュウツー覚醒                   | 2013年（平成25年）7月13日  | 96分     | 湯山邦彦                     | OLM                              |
| 劇場版 ポケットモンスター キミにきめた!                                                      | 2017年（平成29年）7月15日  | 98分     | 湯山邦彦                     | OLM                              |
| 劇場版 ポケットモンスター みんなの物語                                                       | 2018年（平成30年）7月13日  | 100分    | 矢嶋哲生                     | OLM、WIT STUDIO                  |
| Pokmon the movie XY 破壊の繭とディアンシー                                                   | 2014年（平成26年）7月19日  | 78分     | 湯山邦彦                     | OLM                              |
| Pokmon the movie XY 光輪の超魔神 フーパ                                                      | 2015年（平成27年）7月18日  | 78分     | 湯山邦彦                     | OLM                              |
| Pokmon the movie XY&Z ボルケニオンと機巧のマギアナ                                           | 2016年（平成28年）7月16日  | 95分     | 湯山邦彦                     | OLM                              |
| ぽこぽんのゆかいな西遊記                                                                     | 1990年（平成2年）7月21日   | 60分     | 波多正美                     | サンリオ                         |
| 星に願いを -Fantastic Cat-                                                                   | 2009年（平成21年）8月29日  | 40分     | 市川量也                     | バーナムラボラトリー             |
| 星のオルフェウス                                                                             | 1979年（昭和54年）10月27日 | 80分     | タカシ（アニメーション監督） | サンリオ                         |
| 星のカービィ〜特別編〜 倒せ!!甲殻魔獣エビゾウ                                                | 2008年（平成20年）9月20日  | （不明） |                              |                                  |
| ほしのこえ                                                                                   | 2002年（平成14年）2月2日   | 25分     | 新海誠                       |                                  |
| 星を追う子ども                                                                               | 2011年（平成23年）5月7日   | 116分    | 新海誠                       | コミックス・ウェーブ・フィルム   |
| 火垂るの墓                                                                                   | 1988年（昭和63年）4月16日  | 88分     | 高畑勲                       | スタジオジブリ                   |
| 蛍火の杜へ                                                                                   | 2011年（平成23年）9月17日  | 44分     | 大森貴弘                     | ブレインズ・ベース               |
| ホッタラケの島 〜遥と魔法の鏡〜                                                              | 2009年（平成21年）8月22日  | 98分     | 佐藤信介                     | Production I.G                   |
| ポッピンQ                                                                                    | 2016年（平成28年）12月23日 | 95分     | 宮原直樹                     | 東映アニメーション               |
| ボトムズファインダー                                                                         | 2010年（平成22年）12月4日  | 39分     | 重田敦司                     | サンライズ                       |
| 炎の中忍試験!ナルトVS木ノ葉丸!!                                                              | 2011年（平成23年）7月30日  | 13分     | 伊達勇登                     | ぴえろ                           |
| ぼのぼの                                                                                     | 1993年（平成5年）11月13日  | 103分    | いがらしみきお               | グループ・タック                 |
| ぼのぼの クモモの木のこと                                                                    | 2002年（平成14年）8月10日  | 61分     | クマガイコウキ               | アイ・エム・オー                 |
| ボビーに首ったけ                                                                             | 1985年（昭和60年）3月9日   | 44分     | 平田敏夫                     | マッドハウス                     |
| ホラーマンとホラ・ホラコ                                                                     | 2007年（平成19年）7月14日  | 20分     | 日巻裕二                     | 東京ムービー                     |
| 劇場版 ×××HOLiC 真夏ノ夜ノ夢                                                                 | 2005年（平成17年）8月20日  | 60分     | 水島努                       | Production I.G                   |
| BORUTO -NARUTO THE MOVIE-                                                                    | 2015年（平成27年）8月7日   | 96分     | 山下宏幸                     | studioぴえろ                     |
| ←へ                                                                                          | ↑目次                      | ま→      | ま→                          | ま→                              |